# Ліньцзі

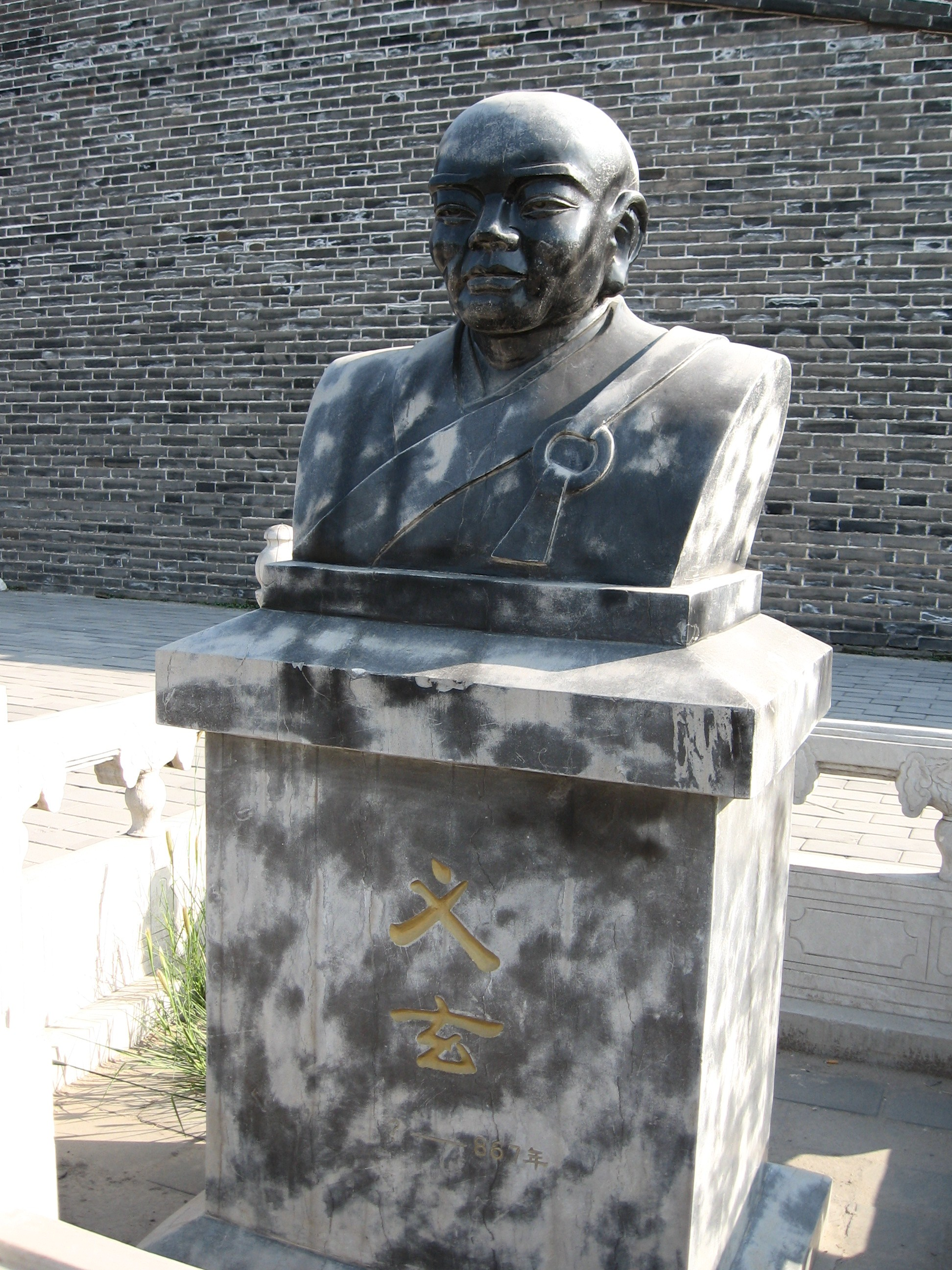
Статуя Ліньцзі Ісюаня

Лін-тьї (кит.: 临 済) Lín Jǐ — школа чань-буддизму, заснована майстром Лін-тьї Ї-сюенем (кит.: 临 済义 玄) Lín Jǐ Yì Xuán в Китаї за часів династії Тан. 
Проповіді Ліньцзі, що лягли в основу доктрини його вчення, були зібрані воєдино його учнями та послідовниками до збірки Ліньцзі лу (у японської традиції - Ріндзай року, яп. 临 济 录) Lín Jǐ lù - «Записи Ліньцзі" (повна назва якої: «Записи бесід" Мудрістю висвітлює "наставника чань Лін-тьї з області Джен»). Характерними рисами школиЛін-тьїбуло проповідування учням відмови від впливу культу і догматів на користь розкриття їхньої власної природи Будди. Найзнаменитіша «революційна» концепція школи свідчить про таке: 

«Якщо ви хочете знайти погляд, відповідний дхармі, то не піддавайтеся помилкам інших. З чим би ви не зіткнулися всередині або зовні - вбивайте це. Зустрінете Будду - вбивайте Будду, зустрінете патріарха - вбивайте патріарха, зустрінете аргата - вбивайте аргата, зустрінете батьків - вбивайте батьків, зустрінете родичів - вбивайте родичів. Тільки тоді ви знайдете звільнення від пут.» 
« Бодхідхарма був старим бородатим невігласом.» 
« Нірвана та бодгі - подібні до стовпа, до якого прив'язаний осел ...» 
«Таємні вчення - всього лише письмена тіней, всього лише старі папірці для підтирання нечистот.» 

Що, зрозуміло, в жодному разі не слід розуміти буквально. Все це - частина методу Лін-тьї, характерна техніка (вкупі з якою також наставником застосовувалися різкі окрики, удари палицею, несподіване покидання учнів), де висновки не очевидні, аргументація нелінійна, стрибкоподібно - в цьому криється відмінність від індійської техніки. А застосування такого роду прийомів у комплексі - це те, що Лін-тьї називав «діяти всєю істотою», і що могло викликати прозріння у людини в будь-який момент часу. 
Японська школа дзен- буддизму Ріндзай є гілкою вчення Ліньцзі,  поряд зі школами обаку і Фуке. 